# René Deynis
René Deynis (Parigi, 2 dicembre 1928 – Parigi, 19 marzo 1994) è stato un illustratore e scrittore francese.

## Biografia
René Deynis è stato un disegnatore senza fronzoli, noto per le sue copertine in Vaillant nelle tavole di Jean e Jeannette 1959 e soprattutto nelle tavole di Jacques Flash nel 1962. Ha anche scritto per Christian Gaty e Dominique Serafini la serie Les Espadons, pubblicata su Le Journal de Mickey dal 1971 al 1977.
Dopo aver realizzato alcuni lavori di illustrazione per le riviste (Radar, Amis-Coop, Pilote), Reneé Deynis si dedico alla scrittura di sceneggiature a causa di un infortunio alla mano.
Patrick Gaumer scrive di lui: «Disegnatore veloce ed efficiente, è uno dei creatori sconosciuti al grande pubblico.»
Morì a Parigi il 19 marzo 1994.